# Irundisaua
Irundisaua is een kevergeslacht uit de familie van de boktorren (Cerambycidae). De wetenschappelijke naam van het geslacht werd voor het eerst geldig gepubliceerd in 2005 door Martins & Galileo.

## Soorten
Irundisaua omvat de volgende soorten:
- Irundisaua balteata (Lane, 1972)
- Irundisaua forsteri (Tippmann, 1960)
- Irundisaua heloisae (Júlio, 2003)
- Irundisaua lewisi Audureau, 2010
- Irundisaua moacyri (Júlio, 2003)
- Irundisaua ocularis Martins & Galileo, 2005
- Irundisaua punctata Martins & Galileo, 2007
- Irundisaua ucayalensis (Tippmann, 1960)